# Edwardsiella ictaluri
Edwardsiella ictaluri es una especie de  bacteria gramnegativa del género Edwardsiella. Fue descrita en el año 1981. Su etimología hace referencia a Ictalurus, un pez gato. Tiene flagelación perítrica. Oxidasa negativa. Es móvil a 25 °C pero no a 37 °C. Temperatura óptima de crecimiento entre 25-30 °C. Las células tienen un tamaño de 1,7 μm de ancho por 5 μm de largo. Se ha aislado de peces gato con septicemia entérica (ECS).

## Enfermedad en peces
En general, es la principal causa de septicemia entérica (ECS) en el pez gato Pangasianodon hypophthalmus, pudiendo causar brotes con una alta mortalidad, mayor del 90%. Además, también puede infectar otros peces como el pez cebra (Danio rerio), el ayu (Plecoglossus altivelis), el danio de Bengala (Devario devario), el pez cuchillo (Eigenmannia virescens), la piraña de vientre rojo (Pygocentrus nattereri) o la tilapia del Nilo (Oreochromis niloticus). Por otro lado, también puede causar necrosis bacilar de Pangasius y la enfermedad de cabeza roja, ambas en peces gato. En total puede infectar a más de 40 especies diferentes de peces. En un caso se aisló de heces de ballena (Balaenoptera acutorostrata).
La vía de infección de los peces suele ser horizontal a través de la alimentación de otros peces muertos infectados. Los pájaros que se alimentan de estos peces también podrían servir de mecanismo de transmisión. La vía de entrada en las infecciones agudas es la oral. Una vez en el intestino, las células se diseminan en el hígado, bazo y riñón. En las infecciones crónicas, la vía de entrada suelen ser los orificios nasales, de forma que las bacterias pueden colonizar el cerebro a través del nervio olfatorio. Los signos clínicos suelen aparecer 2-4 semanas después de la infección, mostrándose primero una lesión en la cabeza producida por la actividad de la condroitinasa.
Normalmente en Estados Unidos se ocasionan más infecciones en las épocas de finales de primavera y principios de otoño, ya que la ECS aguda se produce en temperaturas entre 22-28 °C y la ECS crónica se produce a temperaturas más frías de 22 °C o por encima de 28 °C. En cambio, en el sudeste asiático ocurren durante la estación lluviosa, con temperaturas entre 23-30 °C, mostrándose solo la forma aguda de la enfermedad. Además, el agua estancada y los sedimentos pueden ser reservorio de esta bacteria, ya que puede sobrevivir hasta 15 y 95 días en cada ambiente, respectivamente.
El diagnóstico se puede realizar por aislamiento en cultivo de agar TSA o BHI y posterior identificación por MALDI-TOF. También se pueden realizar tests serológicos tipo ELISA. En cuanto a métodos moleculares, se puede amplificar por PCR el gen 16S rRNA o el gen gyrB, o por PCR específicas de los genes de fimbrias.
Existen antibióticos aprobados para el tratamiento de estas infecciones en peces, como el Romet o el Aquaflor. Se han descrito bacteriófagos de esta especie, que podrían ser utilizados para tratar la ECS. Los bacteriófagos descritos son vB_EiM_PVN06, vB_EiA_PVN09, eiAU, eiDWF, eiMSLS, PEi21, MK7, PhieiDWF, PhieiAU. En uno de los estudios se observó que la susceptibilidad de la bacteria a los bacteriófagos PhieiDWF y PhieiAU está determinada por la porina de membrana OmpLC. Hay vacunas vivas atenuadas en estudio contra E. ictaluris, para ser utilizadas en granjas de peces y prevenir la ECS, evitando así el uso masivo de antibióticos. Alguna ya está patentada y disponible en Estados Unidos, como la AQUAVAC-ESC.

## Infección en humanos
Únicamente se ha descrito un caso de septicemia y diarrea sanguinolenta en Nigeria en un niño de 5 años asociado a E. ictaluri. En este caso, el paciente solía comer pez gato, lo que podría tener relación con la infección. Esta cepa fue sensible a gentamicina, levofloxacino, ceftriaxona, cefuroxima, ceftazidima i augmentine. 